# 齊伯內什蒂鄉
46°55′00″N 27°20′00″E / 46.9167°N 27.3333°E
齊伯內什蒂鄉（羅馬尼亞語：Comuna Țibănești, Iași），是羅馬尼亞的鄉份，位於該國東北部，由雅西縣負責管轄，面積94平方公里，海拔高度167米，2007年人口8,003，人口密度每平方公里85人。